# アルファ・フィーメル
アルファ・フィーメル（Alpha Female、1982年6月4日 - ）は、ドイツの女子プロレスラー。ベルリン出身。ジャジー・ガーベルトとも。

## 経歴
2001年4月7日、母国ドイツでデビュー。
2005年よりリングネームをジャジー・ビー（Jazzy Bi）とし、ヨーロッパを転戦。
2008年1月4日、初代EWE女子王座獲得。
2009年、リングネームを現在のアルファ・フィーメルに改名。2010年5月8日、イングランド東部の女子団体「プロレスリングEVE」に初参戦。
2011年10月8日、イギリス遠征中の志田光とシングルで対戦して勝利。試合後、志田にドイツ国旗を被せるパフォーマンスを披露した。
2012年4月1日、ロンドンでジェニー・ジョディンを降しプロレスリングEVE王座奪取。
10月2日、スターダムにて木村響子率いる外国人軍団「木村モンスター軍」の一員として初来日し、21日の大阪大会で高橋奈苗が持つワールド・オブ・スターダム王座に挑戦することが発表された。試合は時間切れ引き分けに終わり王座奪取ならず。スターダムでは27日にも木村、ヘイリー・ヘイトレッドと組んで6人タッグに出場、安川惡斗、チェリー、そして志田と対戦した。
11月10日、ニッキー・ストームに敗れEVE王座陥落。
2013年1月、TNAのトライアウトを受験するが、契約には至らなかった。
3月、2度目の来日。後楽園大会で奈苗の赤いベルトに再び挑戦し、奪取に成功した。
また、4月のDDT札幌大会にも参戦。モンスターアーミーの"伍長"として参加したが、中澤マイケルのアルティメット・ベノムアームに逆上、同軍の面々もなぎ倒し大石真翔と結託。4月13日の新宿大会で大石、男色ディーノとともにKO-D6人タッグ王座に挑戦する事となった。
4月29日、両国国技館大会で紫雷イオに敗れ赤いベルトを失った。
8月に3度目の来日、17日の初戦で松本浩代と対戦も引き分け。シングルリーグ戦「STARDOM 5★STAR GP 2013」にも参戦、宝城カイリ、イオ、そしてダーク・エンジェルを次々と破り、決勝まで進むが、奈苗に敗れ準優勝。
11月4日、木村、ザ・フィーメル・プレデター“アマゾン”と組み、米山香織、カイリ、夕陽が持つアーティスト・オブ・スターダム王座に挑戦し、奪取に成功。
タッグトーナメント「GODDESSES OF STARDOM」にアマゾンと組んで出場し、決勝で木村、惡斗と対戦も敗れまた準優勝。
12月29日、松本、脇澤美穂、岩谷麻優に敗れ6人タッグ陥落。
2014年1月26日、木村と組み、奈苗、脇澤の持つゴッデス・オブ・スターダム王座に挑戦し、奪取成功。この試合後、ビザ書き換えのため一時帰国。
帰国後、TNAのイギリスツアーに参戦し、エクスプロージョンでODBと対戦。その後、ベルベット・スカイとも対戦。
2月9日、WSUでアメリカマットデビューを果たし、いきなりジェシカ・ハヴォックが持つWSU女子王座に挑戦、敗れはしたが猛攻を見せた
4月29日　紫雷イオの持つワールド・オブ・スターダム選手権に挑戦。　最後は紫雷イオの強烈なムーンサルトフットスタンプを受けて敗戦。　
2016年3月再来日しスターダムに参戦。左腕にスターダムのチャンピオンベルトをモチーフとしたタトゥーを掘った。同年末にRIZINのリングに「ジャジー・ガーベルト」名義で登場しギャビ・ガルシアに対戦を要求。
2017年4月16日に横浜アリーナで行われた「RIZIN 2017 in YOKOHAMA」でKINGレイナと対戦したが、腕ひしぎ十字固めで一本負けを喫した。
2022年10月にIWGP女子王座初代王者決定トーナメントに参加。10月23日のスターダム・アリーナ立川立飛大会で5年半ぶりに日本で試合を行うが、KAIRIに敗れトーナメント準決勝で敗退。

## 人物
- 同じドイツ人である蝶野正洋の妻、マルティナ夫人とFacebookを通じて交流があったため、初来日の時に蝶野を表敬訪問し、フィーメルが日本のマットに上がる際にはサポートを約束した。[10]

## 戦績
| 総合格闘技 戦績 | 総合格闘技 戦績 | 総合格闘技 戦績 | 総合格闘技 戦績 | 総合格闘技 戦績 | 総合格闘技 戦績 | 総合格闘技 戦績 |
| --------------- | --------------- | --------------- | --------------- | --------------- | --------------- | --------------- |
| 2 試合          | (T)KO           | 一本            | 判定            | その他          | 引き分け        | 無効試合        |
| 1 勝            | 1               | 0               | 0               | 0               | 0               | 0               |
| 1 敗            | 0               | 1               | 0               | 0               | 0               | 0               |

| 勝敗 | 対戦相手          | 試合結果                      | 大会名                               | 開催年月日     |
| ×    | KINGレイナ        | 2R 4:54 腕ひしぎ十字固め      | RIZIN 2017 in YOKOHAMA -SAKURA-      | 2017年4月16日  |
| ○    | マヌエラ ・クーゼ | 2R 2:42 TKO（マウントパンチ） | IFO Europe 3: Crawford vs. Grabinski | 2016年10月15日 |

## 得意技

### フィニッシュ・ホールド
ドミネーター
2019WWE参戦時から使用。
オメガスラム
オクラホマ・スタンピードと同じ技。
サイドワインダー
アルファ・プレックス
レッグロック・スープレックスと同じ技。
チョークボム

### 打撃技
パンチ
パウンド
エルボー
クローズライン
ビッグブーツ
スピアー

### 投げ技
スープレックス
パワーボム
チョークスラム
ジャーマンスープレックス
ベリー・トゥー・バック・スープレックス

### 絞め技
スリーパーホールド
コブラクラッチ

## タイトル歴
- EVE王座
- TPW女子王座
- EWE女子王座
- UKW女子王座
- 第2代ワールド・オブ・スターダム王座
- 第3代アーティスト・オブ・スターダム王座（パートナーは木村響子&ザ・フィーメル・プレデター“アマゾン”）
- 第6代ゴッデス・オブ・スターダム王座（パートナーは木村響子）